# 維諾格拉德 (別列佐夫卡區)
47°13′53″N 30°47′35″E / 47.23139°N 30.79306°E
維諾赫拉德（烏克蘭語：Виноград）是位於烏克蘭西南部的村莊，由敖德萨州贝雷济夫卡区的勞希夫卡市鎮負責管轄。該村始建於1910年，面積0.97平方公里，海拔高度16米，2001年人口333，人口密度每平方公里343.65人。